# Azijnzuurbacteriën
De azijnzuurbacteriën zijn een familie bacteriën die behoren tot de Acetobacteraceae. Genetisch onderzoek plaatst deze bacteriën bij de Proteobacteria en zij behoren tot de orde van de Rhodospirillales.
Azijnzuurbacteriën zijn gramnegatief en heterotroof en werken enkel aeroob. Zij zijn alomtegenwoordigd in de natuur in de lucht. Zij kunnen worden geïsoleerd uit de nectar van bloemen en van beschadigde vruchten. De verspreiding van deze bacteriën gebeurt voornamelijk via fruitvliegen.
Zij zijn actief aanwezig in omgevingen waar ethanol wordt gevormd door fermentatie van suikers. Azijnzuurbacteriën zetten suikers en ethanol om in azijnzuur, wat een negatief smaakeffect kan hebben (verzuring) bij het bierbrouwen.

## Geslachten en soorten
De azijnzuurbacteriën worden onderverdeeld in 5 geslachten:
- Acidomonas
- Asaia
- Gluconacetobacter
- Gluconobacter
- Acetobacter